# Campus de l'Université de Montréal à Laval
Ne doit pas être confondu avec Université Laval à Montréal.

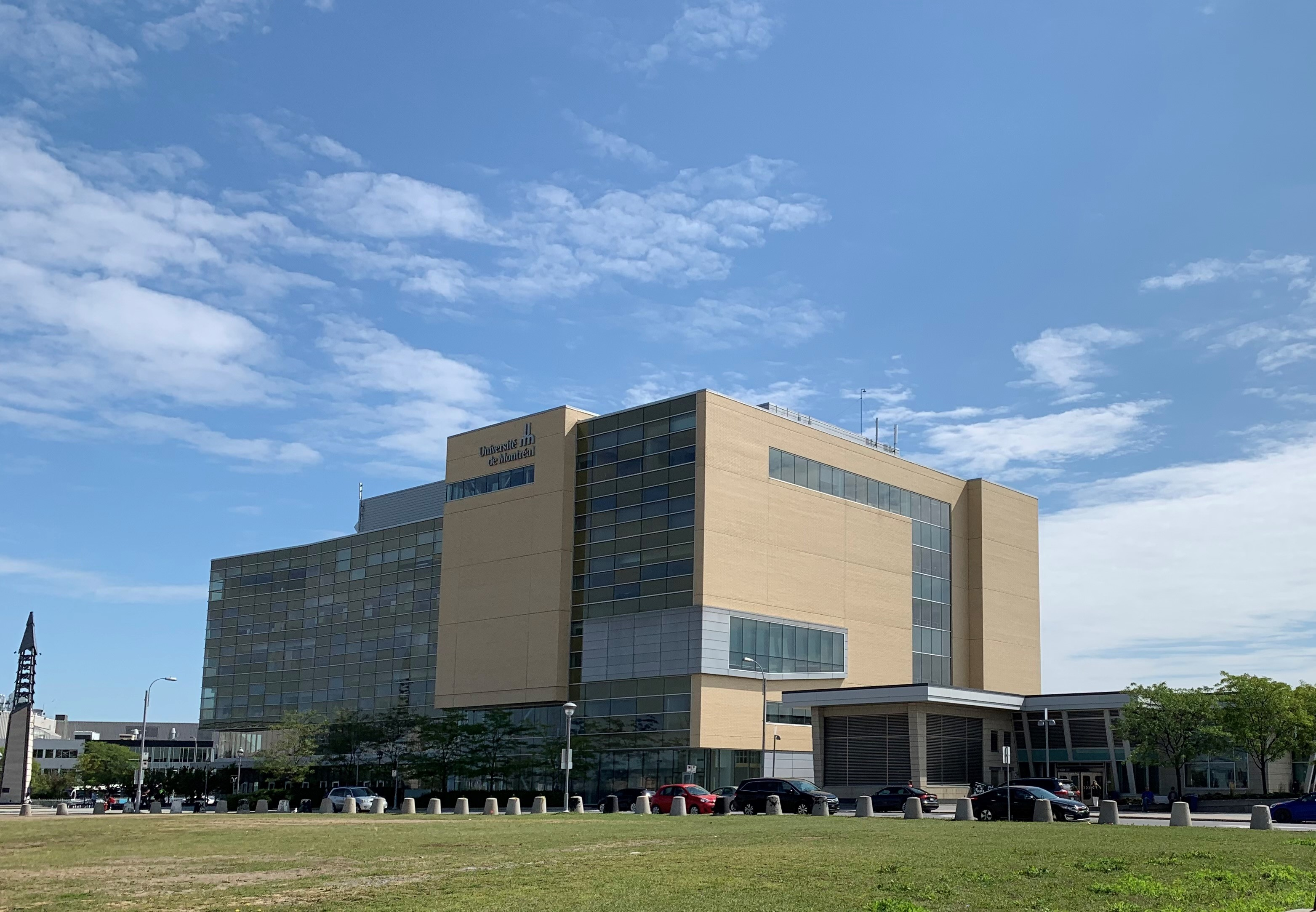
Campus Laval (UdeM) - Pavillon Guy-Joron, 2019

Le campus de l'Université de Montréal à Laval est un campus de l'Université de Montréal situé près de la station Montmorency, à Laval (Québec). Le campus (pavillon Guy-Joron) fut inauguré pour la rentrée d'automne 2011.
Près de 5 000 étudiants fréquentent ce campus moderne doté d'équipements à la fine pointe de la technologie.
Situé au cœur de la Cité du savoir et relié par un tunnel à la station de métro Montmorency, le campus est facilement accessible.

## Programmes
Deux options sont offertes à la clientèle étudiante du campus de Laval. Certains profitent de la formule « tout-à-Laval », tandis que d’autres y effectuent une partie de leur scolarité.
Un total de 16 programmes sont offerts à ce campus, du certificat au doctorat, dans les domaines de la santé, de l'éducation et de l'intervention psychosociale. Pour certains programmes, il est possible de suivre sa formation de A à Z sur le campus de Laval. C’est le cas des baccalauréats en sciences infirmières, en psychologie, en travail social, en éducation préscolaire et enseignement au primaire et en enseignement en adaptation scolaire.
Les étudiants inscrits à certains programmes partagent leur temps entre Laval et Montréal.
Les cours qui composent ces programmes sont offerts soit au campus de Laval, soit à la faculté d’attache du programme à Montréal.